# Charlotte von Majláth
Gräfin Charlotte von Majláth (ungarisch Majláth Sarolta grófnő; * 16. Oktober 1856 in Fünfkirchen, Königreich Ungarn; † 15. Juni 1928 in Budapest, Ungarn) war eine Hofdame der Kaiserin Elisabeth von Österreich-Ungarn.

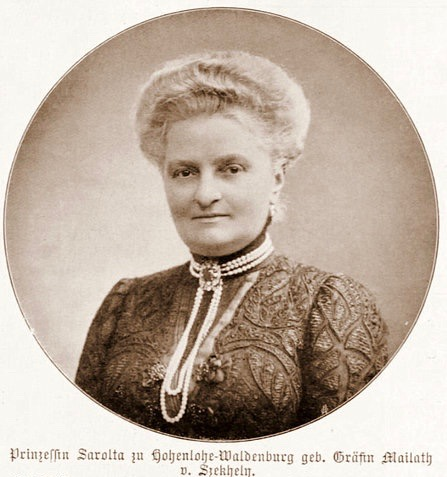

## Leben

### Herkunft
Die Familie der ungarischen Grafen von Majláth (auch Mailath, Majlat) tritt im 17. Jahrhundert erstmals in den Komitaten Bars und Hont in Erscheinung, in welchem sie als Verwaltungsbeamte der Komitate tätig waren. Als einer der ersten bekannteren Vertreter des Geschlechts tritt Nikolaus Majláth in Erscheinung, der Obergespan der Komitate Komorn und Sohl war. Am 9. Mai 1785 wurde der damalige Obergespan des Komitates Borsod Joseph II. Majláth von Kaiser Joseph II. in den Grafenstand erhoben. (Ab 1794 erhielt er die Erhebung in dem ‚erblichen‘ Grafenstand)

### Leben
Charlotte wurde als zweite Tochter des aus Preßburg stammenden Grafen Georg III. Majláth de Székhely (* 1818, † 1883) und dessen Ehefrau Stephanie Freiin von Prandau-Hilleprand (* 1832, † 1914) geboren. Aus der Ehe gingen insgesamt sieben Kinder hervor. Über die Kindheit und frühe Jugend von Charlotte ist nichts bekannt.
Im Januar 1883 wurde sie an den Wiener Hof berufen. Sie kam als Hofdame in die Dienste von Kaiserin Elisabeth, da man hier dringend nach einer sportlichen und leistungsfähigen Hofdame für die Kaiserin suchte. Von Kaiserin Elisabeth war bekannt, dass sie, als sie den Reitsport aufgab, extreme Fußwanderungen unternahm. Die nun älter werdenden und am Hofe lebenden Hofdamen waren diesen Strapazen nicht mehr gewachsen. Der Leibarzt der Kaiserin, Dr. Widerhofer erklärte, „die Landgräfin Fürstenberg könne ohne ernste Gefahr für ihre Gesundheit die Touren nicht mehr mitmachen, auch Gräfin Marie Festetics wird es schon zuviel; so suche man als ‚Promeneuse‘ für die Kaiserin nach einer jungen, kräftigen, leistungsfähigen Hofdame, weil, wie die eigene Tochter schon sagt, bald niemand mehr mit ihr wird gehen können. Nach Elisabeths Wunsch soll es wieder eine Ungarin sein. So kommt Sarolta von Majláth in ihren Dienst.“ Sie ist von nun an die Hauptbegleiterin der Kaiserin bei ihren extremen Fußwanderungen, begleitet sie auch bei ihren ausgedehnten Reisen und ist ihre Gesellschafterin auf Elisabeths Lieblingsinsel Korfu.
In den 80er Jahren des 19. Jahrhunderts lernte Charlotte den verwitweten Chlodwig Karl Joseph Maria zu Hohenlohe-Waldenburg-Schillingsfürst (* 1. Januar 1848, † 8. Januar 1929) kennen, sie musste aus dem Hofdienst ausscheiden und heiratete Chlodwig am 2. März 1890. Aus der Ehe mit Chlodwig ging die einzige Tochter Stephanie Hohenlohe-Waldenburg-Schillingsfürst (* 1892, † 1894) hervor, die jedoch im Alter von zwei Jahren starb.
Nach dem Zusammenbruch der Donaumonarchie und in den letzten Jahren ihres Lebens lebte das Paar zurückgezogen, überwiegend in Ungarn. Charlotte Majláth starb am 15. Juni 1928 in Budapest.